# ۸۸۳ (میلادی)
۸۸۳ (میلادی) هشتصد و هشتاد و سومین سال تقویم میلادی است.

## درگذشتگان
‎